# Paweł Piotr Tryzna
Paweł Piotr Tryzna herbu Gozdawa (zm. 15 maja 1639) – podstoli litewski w 1638 roku, oboźny Wielkiego Księstwa Litewskiego w 1633 roku, wójt starodubowski, starosta starodubowski w latach 1630–1636, dworzanin pokojowy królewicza Władysława Wazy.
Poseł na sejm koronacyjny 1633 roku, sejm 1634 roku, sejm zwyczajny 1635 roku. Poseł nowogródzki na sejm nadzwyczajny 1635 roku.
Był elektorem Władysława IV Wazy z województwa smoleńskiego w 1632 roku.